# Грін (притока Гузік)
Грін — річка в Сполучених Штатах Америки, ліва притока річки Гузік. Протікає долиною Грін Голлоу, що простягається територією штату Массачусетс. Водозбірний басейн річки формується притоками і струмками, які походять із гірських пасом Беркширів Массачусетсу.

## Траєкторія
Витік річки Грін починається від місця злиття двох «Ревучих зелених річок»: західної та східної — Вест Бренч Грін та Іст Бренч Грін (англ. West Branch Green River та англ. East Branch Green River), і розташований на території штату Массачусетс. На деяких топографічних картах річка Іст Бренч Грін позначається як річка Грін (англ. Green River) і за координати її витоку беруть координати витоку річки Іст Бренч Грін. Відповідно обчислюється і довжина річки.
Між обома річками на живописних схилах, ближче до річки Вест Бренч Грін розташувалися поля гольф-клубу «Ваубіка». Безпосередньо перед місцем злиття, на «півострові», розташована автомайстерня із заміни стекол Капілофф'с Гласс. Після злиття русло петляє поряд із автодорогою Грін Роут (англ. Green Route) , періодично переходячи із одного її боку на інший. Дещо нижче за течією від місця злиття впадає основна права притока — Гоппер Брук. 
По підходу до Вільямстауна русло проходить повз поля для гольфу Гольф-клубу Таконік (англ. Taconic Golf Club), який входить до першої сотні гольф-клубів США за рейтингом журналу «Гольф», після чого повертає на схід, потім на північ і, обтікаючи місто зі сходу, впадає в річку Гузік.

## Притоки
| - Вест Бренч Грін | - Іст Бренч Грін - Гоппер Брук |